# Tadaridovití
Tadaridovití (Molossidae) je čeleď netopýrů, která obsahuje kolem 100 druhů v 18 rodech. Žijí ve Starém i Novém světě, především v teplých oblastech.

## Popis
Tadarida evropská (Tadarida teniotis) dosahuje délky těla bez ocasu 8,2 až 8,7 cm a její hmotnost činí 20 až 50 g. Jde o robustní hmyzožravé netopýry, mezi jejichž typické znaky se řadí: široká, jakoby buldočí tlama (široký a příčně rozeklaný čenich, zřasené rty); velké a dopředu směřující ušní boltce s malým tragem; dlouhý ocas, jenž zpola vyčnívá z uropatagiální membrány; krátké, leč mohutné končetiny; a špičatá křídla. Zubní vzorec je v rámci jednotlivých druhů proměnlivý.
Tadaridovití patří mezi nejlepší letce mezi netopýry: údajně dosahují maximální rychlosti až 160 km/h, létají vysoko a mají i vynikající manévrovací schopnosti. K tomu jim mj. napomáhají výrazné boltce, jež za letu přebírají funkci výškovky.

## Evoluce
Z hlediska fylogeneze je čeleď tadaridovitých stará alespoň 50 milionů let (eocén). Moderní systematika letounů je považuje za zástupce podřádu Yangochiroptera a nadčeledi netopýrovci (Vespertilionoidea), která dále zahrnuje čeledi netopýrovití (Vespertilionidae), natalovití (Natalidae), létavcovití (Miniopteridae) a žlázokřídlecovití (Cistugidae). Tadaridovití zřejmě představují sesterský taxon vůči Vespertilionidae + Miniopteridae + Cistugidae, přičemž za bazální tadaridy je pokládán rod Cheiromeles. Vnitřní systematika tadaridovitých nicméně není plně ustálena a některé tradiční rody ani nemusí být monofyletické.
Tadaridovití se v tradičních systémech dělí do dvou podčeledí: Tomopeatinae a Molossinae.